# Накатомі но Каматарі

Накатомі но Каматарі.

Фудзівара но Каматарі (яп. 藤原鎌足, ふじわらのかまたり; 614–669) — японський політичний діяч періоду Асука, яматоський придворний, аристократ. Походив з роду Накатомі (中臣氏). Патріарх роду Фудзівара. Відомий під іменами Накатомі но Каматарі (中臣鎌足) і Накатомі но Камако (中臣鎌子). 
Син Накатомі но Мікеко і Отомо но Тісен-но-ірацуме. Разом із принцом Нака но Ое був організатором антисоґівської опозиції та перевороту 645 року, що ліквідував рід диктаторів Соґа. Грав провідну роль у новому уряді реформаторів Тайка, що заклав основи японської правової держави. За заслуги отримав від Імператора Тендзі найвищий чиновницький ранг та прізвище Фудзівара, з правом започаткувати новий аристократичний рід.
Протягом 200 років члени цього роду керували країною, перетворивши імператорів у своїх маріонеток. 